# الشهيد رودكي (سفينة حربية)
الشهيد رودكي: هي سفينة حربية إيرانية متعددة الأغراض عابرة للمحيطات. تحظى بإمكانية نقل وتفعيل مختلف أنواع المروحيات والطائرات المسيرة والمنظومات الصاروخية والدفاعية والرادارية. حيث تم تجهيز هذه السفينة الحربية برادار المصفوفة الممرحلة، بالإضافة إلى صواريخ سطح-سطح وسطح-جو. وكذلك منظومة الدفاع الجوي الصاروخية 3 خرداد إيرانية الصنع. ومنظومات اتصالات شاملة متطورة جداً للحرب الإلكترونية. تبلغ زنة هذه البارجة 4000 طن وطولها 150 متراً وعرضها 22 متراً. وقد إنضمت بارجة الشهيد رودكي بعيدة المدى في شهر تشرين الثاني/ نوفمبر سنة 2020م للقوة البحرية لحرس الثورة في جمهورية إيران، وذلك برعاية القائد العام للحرس الثوري اللواء حسين سلامي.

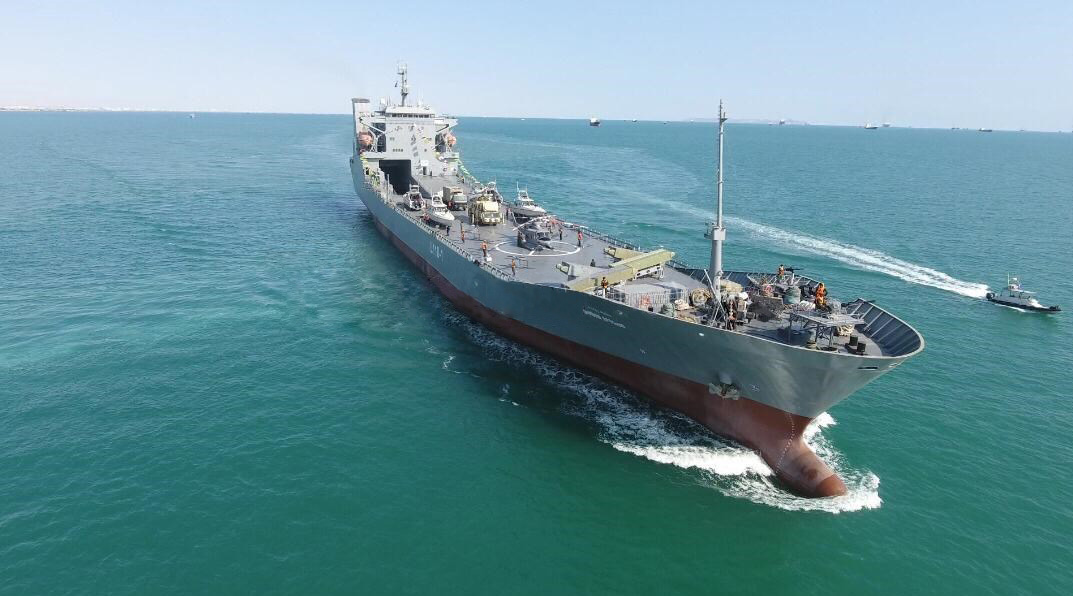
سفينة الشهيد رودكي الإيرانية العابرة للمحيطات

## مهمة السفينة
تُعَد سفينة الشهيد رودكي القتالية الإستخبارية واللوجيستية بمثابة مدينة بحرية متحركة. وهي بكل معداتها وإمكانياتها اللازمة جاهزة لتنفيذ المهمات في المحيطات لإيجاد الأمن لخطوط المواصلات البحرية وتقديم المساعدة والإغاثة لأسطول التجارة والصيد لجمهورية إيران والدول الإقليمية. بالإضافة إلى توفير الأمن لناقلات النفط والأساطيل التجارية وأساطيل الصيد في أعالي البحار.

## نبذة مختصرة عن السفينة
يُعَد الوجود في المياه الدولية وامتلاك قوة بحرية ذات نطاق تشغيلي كبير، أحد القضايا الحيوية لأي قوة عسكرية، حتى بعيداً عن الوطن. وللتحرك نحو هذا المفهوم في عالم اليوم، هناك حاجة إلى مزيج من السفن المختلفة، حتى تتمكن من أداء عمليات قتالية مختلفة ودعم قتالي. في السنوات الأخيرة، بدأت البحرية التابعة لجيش الجمهورية الإسلامية الإيرانية، ومن خلال توفير مجموعات قتالية، تواجداً فعالاً في المياه البعيدة عن الوطن، من أجل حماية أسطول السفن التجارية من القراصنة، وکانت البادئة في مسألة الوجود الفعال والدائم لإيران في المياه المفتوحة. ولكن مع استمرار نمو القدرة الكمية والنوعية للقوات المسلحة الإيرانية على المشاركة في المياه المفتوحة والدولية، فإن البحرية التابعة للحرس الثوري الإيراني مستعدة هذه المرة للعب دورها في هذا المجال المهم. بالطبع، إتخذ سلاح البحرية التابع للحرس الثوري الإيراني الخطوة الأولى للتواجد في المياه البعيدة عن الوطن في سبتمبر 2016، مع إزاحة الستار عن سفينة (الشهيد ناظري)، وبينما إعتمدت في السنوات السابقة بشكل كبير على الزوارق السريعة في الملاحة، وحددت مهمتها بشكل رئيسي في الخليج العربي ومضيق هرمز، ولکن مع وصول هذه السفينة الجديدة، قدمت عملياً الخطوة الأولى للتواجد في المياه البعيدة بخبرات مختلفة. لكن مع الكشف عن سفينة (الشهيد رودكي)، وإعلان قائد القوة البحرية للحرس الثوري عن وجود هذه السفينة في المحيط الهندي في المهمة الأولى، أصبح واضحاً أن الخطط المتعلقة بوجود الحرس الثوري الإيراني في المياه المفتوحة كانت جادةً للغاية، وكانت الخطوة الثانية للحرس الثوري الإيراني في هذا المجال أقوى بكثير من الخطوة الأولى، والنتيجة هي سفينة مهمة وهجينة. للبدء، من الأفضل التعرُّف علی المواصفات العامة لهذه السفينة. هذه السفينة التي تبلغ حمولتها 12 ألف طن، وطولها 150 متراً وعرضها 22 متراً، هي أثقل سفينة لدی الحرس الثوري الإيراني، وربما تكون إحدى أكبر سفن القوات المسلحة لجمهورية إيران بعد سفينة (خارك) التابعة لسلاح البحرية في الجيش الإيراني. إن نظرةً على مظهر هذه السفينة تظهر أنها كانت نوعاً من سفن النقل والتجارة، والتي غيرت الآن استخدامها في دور جديد، في مبادرة مهمة وفعالة. وإذا ألقينا نظرةً على الصور التي تم بثها من هذه السفينة، فيظهر لنا باب كبير يمکن فتحه وتحميله من الجزء الخلفي للسفينة، مما يساعد هذه السفينة في القيام بدور العمليات البرمائية. وفقاً لذلك، يمكن لمجموعة متنوعة من الشاحنات المجهزة بأنظمة الرادار والصواريخ أو ناقلات الأفراد والدبابات والسفن الحاملة للجنود، أن تدخل البحر بهذه الطريقة أو ترکب على متن السفينة. عند رؤية الصور الأولى من سطح هذه السفينة، نواجه قاذفة 8 لصواريخ كروز المضادة للسفن، والتي يبدو أنها من سلسلة (نور) أو (قدير). وتعزز صورة منصة الإطلاق إحتمالية أننا هنا أمام صواريخ من سلسلة (قدير) يبلغ مداها نحو 300 كيلومتر. وفي الجزء الآخر من هذه السفينة بعيدة المدى، نرى وجود منظومة الدفاع الجوي (سوم خرداد) (الثالث من خرداد)، وعربة دعم خلفها على سطح السفينة. ومنذ فترة، تم نشر صور اختبار النظام الصاروخي «الثالث من خرداد» على إحدى السفن اللوجستية للحرس الثوري الإيراني، وقد تم إثبات القدرة على إطلاق النار من السفينة لهذا النظام. والآن، بدلاً من إنفاق أموال إضافية لتطوير نظام إطلاق كامل منفصل من الغواصة، قام الحرس الثوري الإيراني، عبر استخدام الخبرات السابقة وإجراء التغييرات اللازمة، بنقل منظومة (الثالث من خرداد) إلى سطح سفينة (الشهيد رودكي)، لتوفير التغطية الدفاعية الجوية والصاروخية لغواصته الكبيرة. بالطبع، في الصورة المنشورة لسطح هذه السفينة، نری قوارب سريعة يبدو أنها تنطلق من نفس باب الخروج الخلفي، وسيتم استردادها في النهاية من هناك. ويمكن أن تكون هذه السفن فعالةً للغاية في مهام مثل مرافقة السفن، أو العمليات الخاصة الأخرى لنقل القوات الخاصة إلى أماكن مختلفة، وإبقاء السفينة الأم بعيدةً عن أماكن معينة.

## مواصفات السفينة
تُعتبَر سفينة الشهيد رودكي، سفينة حربية متعددة الأغراض وبعيدة المدى. لها القدرة على نقل وتشغيل الطائرات بدون طيار والمروحيات بمختلف أنواعها، بالإضافة إلى منظومات الدفاع الجوي الصاروخية كمنظومة 3 خرداد محلية الصنع. يبلغ وزن هذه السفينة 4000 طن وطولها 150 متراً وعرضها 22 متراً. ومزودة برادار المصفوفة الممرحلة وصواريخ (سطح-سطح) و (سطح-جو) ومنظومات اتصالات شاملة متطورة جداً للحرب الإلكترونية ومنظومة 3 خرداد الصاروخية، وإمكانية حمل المروحيات والمسيرات والزوارق العملانية، المصممة والمصنعة جميعها داخل جمهورية إيران.

## تسليح السفينة
ان هذه السفينة الحربية مزودة بمختلف الأسلحة والمعدات مثل الصواريخ البحرية والجوية والمضادة للدروع والصواريخ التي تطلق من الكتف وكذلك تحتوي على 4 زوارق قاذفة للصواريخ والقذائف والمروحيات والطائرات المسيرة المحلقة عمودياً والتي تحلق من منصات. واشار قائد القوة البحرية للحرس الثوري الادميرال علي رضا تنكسيري إلى ان هذه البارجة تم تصنيعها لتحقيق السيادة البحرية وهي الآن في طريقها إلى شمال المحيط الهندي وأضاف: ان رسالة السفينة الحربية (الشهيد رودكي) هي توفير الأمن في المحيطات إلى جانب القوة البحرية للجيش.

## منظومة الدفاع الجوي الصاروخية سوم خرداد 3 على متن سفينة الشهيد رودكي

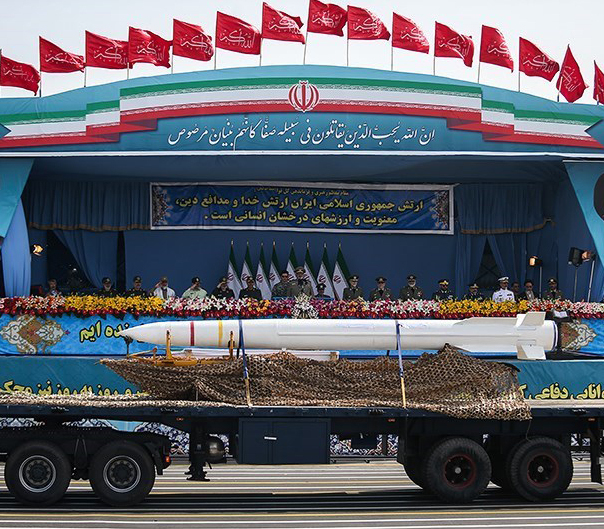
صاروخ صياد 4 خلال عرض عسكري، وهو أحد نماذج صواريخ صياد المُستَخدَمة في الكثير من منظومات الدفاع الجوي الإيرانية، ومن ضمنها منظومة 3-خرداد

تم تزويد سفينة الشهيد رودكي بمنظومات صاروخية محلية الصنع كمنظومة سوم خرداد. والتي تُعَد منظومة صاروخية وطنية متوسطة المدى إيرانية الصنع، مخصصة للدفاع الجوي. ذات قدرة تحرك عالية، صُنِعَت محلياً في مركز الأبحاث الدفاعية الرادارية التابع للحرس الثوري، تم الكشف عنها سنة 2014م، وهي إحدى أفرع منظومة سوم خرداد الصاروخية. ان هذه المنظومة قادرة على التصدي للطائرات التكتيكية والإستراتيجية والمقاتلات وقاذفات القنابل والمروحيات وصواريخ كروز والطائرات المسيرة، بالإضافة إلى ذلك فإن منظومة 3 خرداد لها القدرة أيضاً على إسقاط الأهداف جيداً في ظروف الحرب الإلكترونية. يبلغ مدى هذه المنظومة الصاروخية الوطنية 75 كم وارتفاعها يبلغ من 27 إلى 30 كم، مع إمكانية الإشتباك مع عدة أهداف بالتزامن معاً بمساحة مقطع عرضي راداري واطئ وتكنولوجيا مواجهة الحرب الإلكترونية بأحدث تكنولوجيا معاصرة في العالم. حيث تستطيع هذه المنظومة إصابة 4 أهداف وإطلاق 8 صواريخ من طراز صياد الإيرانية المتطورة في وقتٍ واحد. وتعتبر منظومة سوم خرداد منظومة مستقلة متكاملة، تحتوي على المنظومات الرادارية، ومنظومة توجيه الصواريخ، ومنصة صواريخ منصوبة على مركبة، ولديها القدرة على رصد وملاحقة وضرب الاهداف، وفي الحقيقة تعمل بشكل (Fire and Forget) أي مبدأ إضرب وأنسى. وقامت جمهورية إيران خلال السنوات الماضية بتركيب صاروخ صياد المتطور إيراني الصنع على هذه المنظومة، وهو الصاروخ الذي يمتاز بدقة أكبر من غيره من الصواريخ، ويأتي بأربع نماذج ولكل صاروخ خصائصه ومواصفاته الخاصة به. وتعني كلمة خرداد، هو المقابل الفارسي (لشهر يونيو) في التقويم الميلادي.

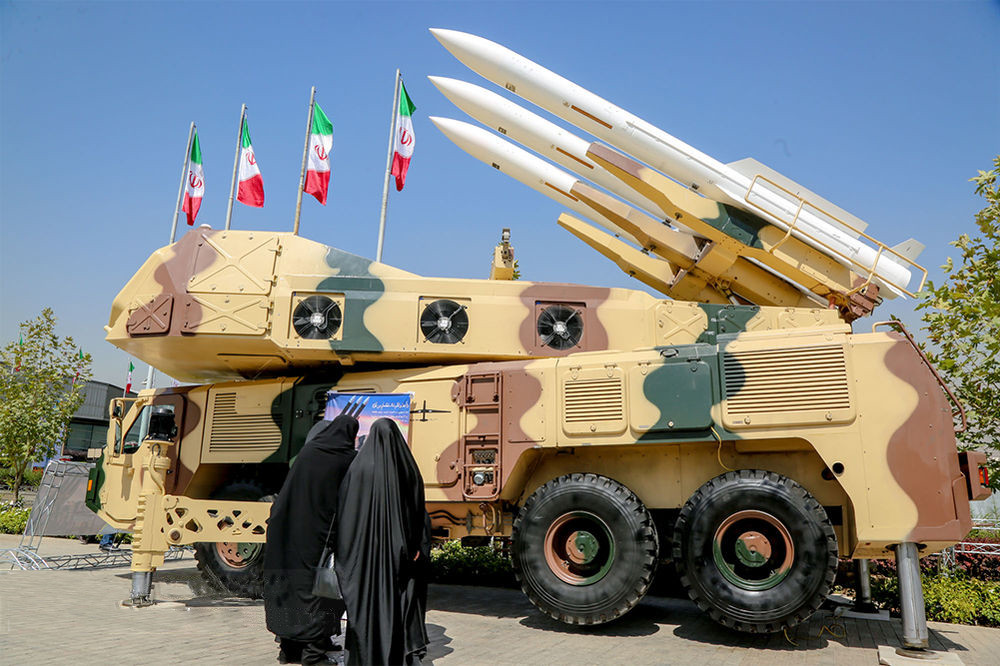
منظومة الدفاع الجوي الإيرانية 3 خرداد سنة 2019م، إحدى أفرع منظومة سوم خرداد الصاروخية

## ردود أفعال
إيران
التلفزيون الرسمي الإيراني:
قال التلفزيون الرسمي الإيراني إن «سفينة حربية ثقيلة متعددة الأغراض وبعيدة المدى وقادرة على حمل كل أنواع الطائرات والطائرات المسيرة والصواريخ وأنظمة الرادار» انضمت لأسطول الحرس الثوري.
قائد الحرس الثوري الإيراني:
نقل بيان نشره موقع (سباه نيوز) الإخباري على الإنترنت التابع للحرس الثوري عن القائد الأعلى حسين سلامي قوله إن السفينة الحربية التي يبلغ طولها 150 متراً تفتح آفاقاً أوسع لبحريتنا لتتحرك في أنحاء البحار.
قائد القوة البحرية التابعة للحرس الثوري الإيراني:
قال قائد القوة البحرية التابعة لحرس الثورة، الأدميرال علي رضا تنكسيري، إن بارجة الشهيد رودكي العابرة للمحيطات التي إنضمت للقوة البحرية، «مزودة بمختلف أنواعها الأسلحة المصنعة وطنياً». وأضاف الأدميرال تنكسيري، أنه «نؤمن بالتواجد إلى جانب إخوتنا في القوة البحرية للجيش في المياه البعيدة والمحيطات لإقرار الأمن». كما وشدد الأدميرال تنكسيري على أن «إستراتيجية إيران هي السلام والصداقة المترافقة مع الأمن للجميع»، معتبراً أن «هذه الإستراتيجية تتضمن الأمن مقابل الأمن والتهديد مقابل التهديد».

## معرض الصور

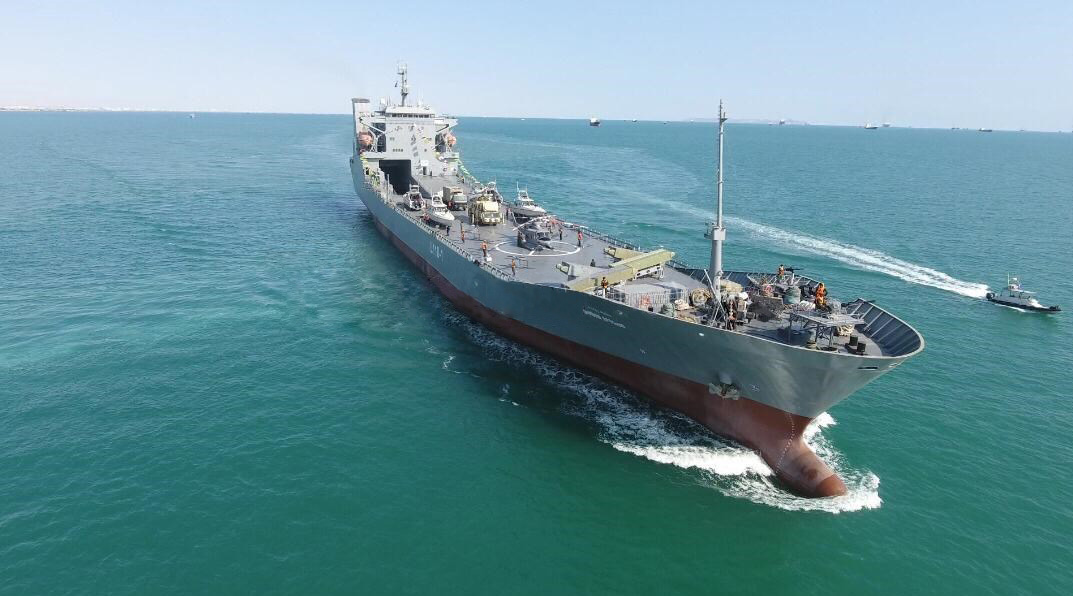
سفينة الشهيد رودكي

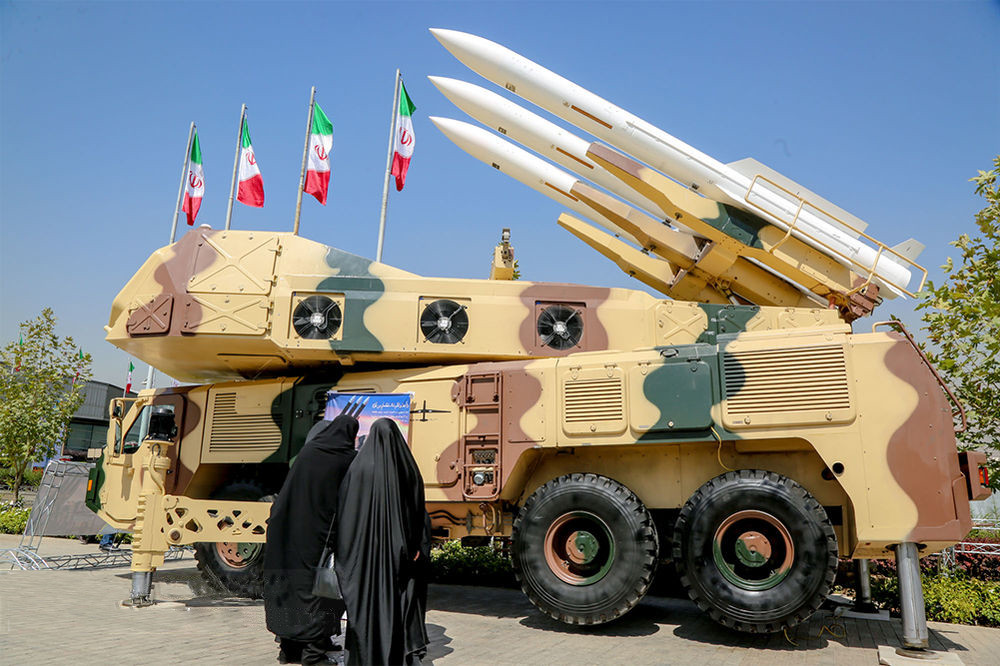
منظومة الدفاع الجوي الإيرانية 3 خرداد سنة 2019م، إحدى أفرع منظومة سوم خرداد الصاروخية

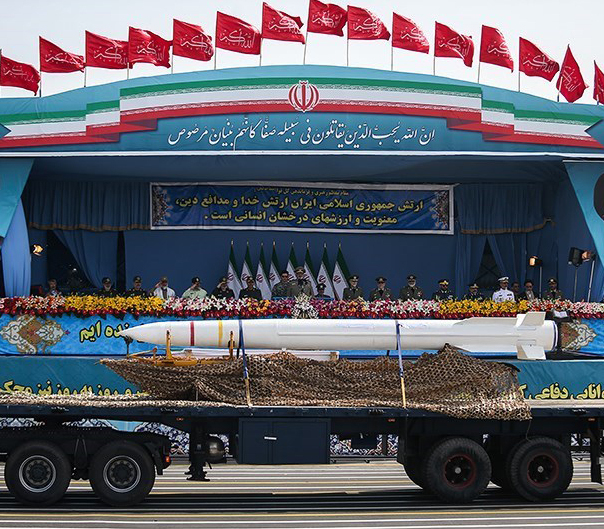
صاروخ صياد 4 خلال عرض عسكري، وهو أحد نماذج صواريخ صياد المُستَخدَمة في الكثير من منظومات الدفاع الجوي الإيرانية، ومن ضمنها منظومة 3-خرداد